# ショールーミング

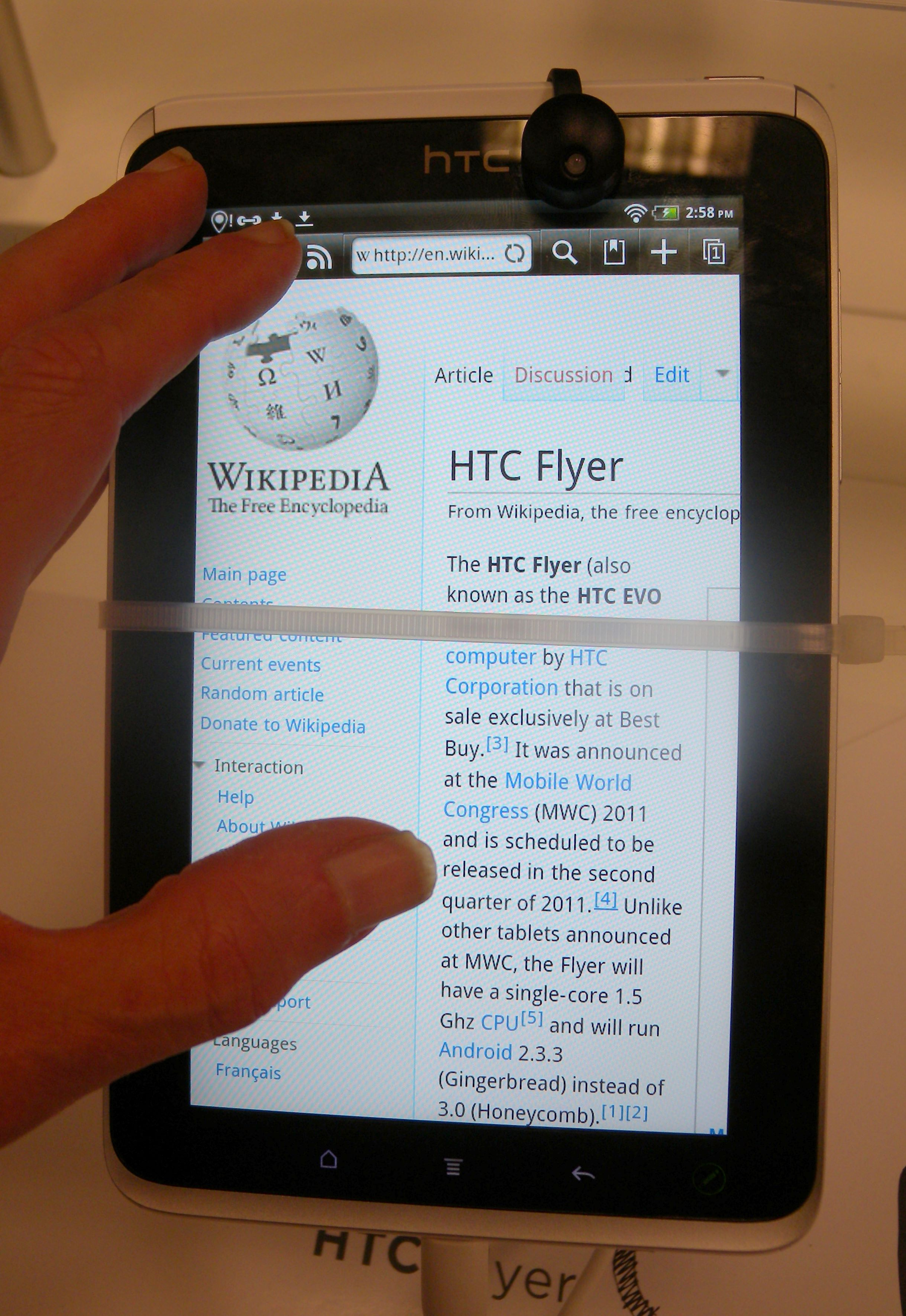
ネット通販の前に消費者が実店舗で商品を確認することは、とりわけ電化製品でよく見られる。

ショールーミング(showrooming)は、小売店で確認した商品をその場では買わず、ネット通販によって店頭より安い価格で購入すること。ネット通販では、従来型の小売店よりも安価な価格で商品を提供することが多い。これはネット通販の方が諸経費がかからずに済むためである。ショールーミングは、小売店にとって売上減につながるのみならず、店頭展示品が消費者によっていじり回されるという点でも店側に悪影響を及ぼす。
イギリスのチェーン店ジェソップスは、ショールーミングによって倒産に追い込まれたといわれている。 また、ターゲット・コーポレーションが店頭からAmazon Kindleをすべて撤去した背景にもショールーミングがあるという見解がある。

## ショールーミングの実態
2012年のコムスコアの調査によると、アメリカ合衆国内における消費者の35パーセントがショールーミングを行っており、その半数は25歳から34歳であった。また、アメリカ合衆国の消費者750人を対象にした2013年の調査では、そのうち73パーセントが過去6か月以内にショールーミングを行っていたことが明らかになった。

## ショールーミング対策
多くの小売店は、値下げによってショールーミングに対抗しようとしている。これに対して自営業者は、消費者がオンライン検索を選択しないよう、より手軽にアクセスできる情報やレビューを用意することが求められている。
ターゲット・コーポレーションのような大規模小売業者の中には、ショップ限定品を販売することによってショールーミングに対抗しようとするものもある。ウォルマートは、店頭で商品を手渡すことによりネット通販送料が消費者の負担とならないようにしている。 同様の動きはヨーロッパでも広まりつつある。
アメリカ合衆国やオーストラリアの特殊なファッション店の中には、ウィンドウショッピングに対して「フィッティングフィー」(Fitting Fee)と呼ばれる料金を請求するものもある。これは客が商品を購入することによって全額が払い戻される。
一方で、ヨドバシカメラのようにショールーミングの客を自社の通販サイトに還流させるため、店内のWi-Fi無料開放や撮影の許可、自社通販サイトでの注文品を店頭で受け取れるサービスなどを行う事例もある。

## 参照
1. 1 2  “Is 'showrooming' behind Target move to drop Kindle?”.   Content.usatoday.com (2012年5月3日). 2012年10月22日閲覧。
2. ↑  “Statistics about Showrooming in the Retail Environment”.   Statista (2013年4月4日). 2013年4月5日閲覧。
3. 1 2  Campbell, Alex (2013年4月21日). “The peril of 'showrooming'”.   BBC News. 2013年4月22日閲覧。
4. ↑  Kotler, Philip (2012). Principles of Marketing (15th Edition). Prentice Hall. pp. 411. ISBN 0133084043
5. ↑  “Accenture Study Shows U.S. Consumers Want a Seamless Shopping Experience Across Store, Online and Mobile that Many Retailers are Struggling to Deliver” (2013年4月15日). 2016年1月9日閲覧。
6. ↑  Woods, Casey (2012年11月26日). “Seven Ways Businesses and Communities Can Fight "Showrooming"”. 2012年11月26日閲覧。
7. ↑  Zimmerman, Ann (2012年4月11日). “Can Retailers Halt 'Showrooming'?”.   Online.wsj.com. 2012年10月22日閲覧。
8. ↑  “アマゾンより速い！ヨドバシ.comがスゴすぎる？ヤマダと真逆、卓越した非常識経営”.  Business Journal. p. 3 (2015年7月3日). 2015年8月23日閲覧。